# Mathey (artiste ivoirienne)
Pour les articles homonymes, voir Mathey.
Mathey, de son vrai nom Niamké Marie-Thérèse, est une artiste chanteuse ivoirienne, de style musical afro-zouk,

## Biographie

### Début et formation
Mathey a fait une formation militaire et a intégré l’armée de Côte d’Ivoire. Étant militaire, elle exerce sa vocation d’artiste, en chantant dans l’orchestre de la Marine nationale. Cependant, sa carrière musicale connait une évolution, et elle sort un premier album intitulé « Sondja » et se consacre pleinement à la musique.

### Carrière musicale
C’est dans les années 1990 que Mathey s'est faite connaitre dans le milieu du showbiz ivoirien,. À travers la spécificité de sa musique (l’afro-zouk), elle connait du succès et devient très célèbre à cette époque.
Se servant des éléments du patrimoine musical ivoirien, Mathey produit des chansons qui font danser. Elle est l'auteur de plusieurs albums, dont quatre sortis entre 1995 et 2006 qui sont appréciés par les ivoiriens. Après un temps de silence, elle sort en 2014 un nouvel album intitulé «Tu m’as dit» . C’est un album de 16 titres produit par Ray Lema, compilé de quatorze (14) anciens succès et deux (2) nouvelles compositions,.
La musique de Mathey met en relief les questions féministes, la justice sociale, l’environnement, et les problèmes que rencontrent les jeunes ivoiriens. Son objectif est d’éveiller une nouvelle génération pour  la cause de l'empowerment des femmes.

### Actions sociales et activité connexe
Mathey est une artiste qui œuvre dans le social. Elle apporte son aide à des fondations et à des programmes caritatifs, en participant à des initiatives de développement en Côte d’Ivoire. Elle est intégrée dans de nombreuses campagnes, qui font la promotion de l’éducation et l’accès à la santé pour les populations défavorisées. Hormis la musique, Mathey est également propriétaire d'un salon de beauté.
Aujourd'hui Mathey est conseillère à l'assurance maladie à Nanterre en France .

### Vie personnelle
Mathey a été mariée à Baba Coulibaly avec qui elle a eu des enfants.

## Discographie

### Albums
- 1992: Sondja
- 1995 : Anzi
- 1996 : Clepo,; Ameyatchi
- 1999 : Iyo
- 2006 : Lumière
- 2014 :Tu m’as dit[2]
- 2021: Allo allo
- 2024: T’es yéyé